# Hypseocharis pilgeri
Hypseocharis pilgeri är en näveväxtart som beskrevs av Paul Erich Otto Wilhelm Knuth. Hypseocharis pilgeri ingår i släktet Hypseocharis och familjen näveväxter. Inga underarter finns listade i Catalogue of Life.